# Sambin (Ipelcé)
Pour les articles homonymes, voir Sambin.
Sambin est une commune rurale située dans le département d'Ipelcé de la province du Bazèga dans la région du Centre-Sud au Burkina Faso.

## Santé et éducation
Sambin accueille un centre de santé et de promotion sociale (CSPS).